# Poecilanthrax painteri
Poecilanthrax painteri är en tvåvingeart som beskrevs av Maughan 1935. Poecilanthrax painteri ingår i släktet Poecilanthrax och familjen svävflugor. Inga underarter finns listade i Catalogue of Life.